# Saint-Araille

Saint-Araille este o comună în departamentul Haute-Garonne din sudul Franței. În 2009 avea o populație de 142 de locuitori.

## Evoluția populației
| An        | 1975 | 1982 | 1990 | 1999 | 2006 | 2009 |
| --------- | ---- | ---- | ---- | ---- | ---- | ---- |
| Populație | 128  | 141  | 128  | 125  | 148  | 142  |